# Raúl Delgado Estévez
Raúl Fernando de Jesús Delgado Estévez (Calabozo, estado Guárico, 30 de mayo de 1946-Ciudad de México, 22 de mayo de 2019) fue un músico, compositor, arreglista, ejecutante de cuatro y guitarra y director coral venezolano.

## Biografía
Realizó sus estudios musicales en la Escuela Superior de Música José Ángel Lamas y en la Escuela Juan Manuel Olivares en Caracas. Perfeccionó sus estudios en la Ecole Normale de Musique en París, donde estudió composición, dirección coral, pedagogía musical y música electroacústica. A su regreso a Venezuela asumió la dirección del Orfeón Universitario de la Universidad Central de Venezuela, luego de que el director titular, Vinicio Adames, y todos sus miembros perecieran en el Accidente del C-130 de la Fuerza Aérea Venezolana el 3 de septiembre de 1976 en Las Azores (Portugal), manteniéndose como su director por 23 años y donde desarrolló una intensa actividad musical coral en giras nacionales e internacionales que incluyeron discografía, presentaciones en numerosas salas y premios internacionales (Suiza). Fue director fundador del coro de la Asociación Venezolana de Periodistas. 
Dirigió también al Grupo Vocal Metropolitano (Caracas) considerado por la crítica entre los mejores grupos vocales de cámara de Venezuela en su momento; la Coral del Banco Industrial de Venezuela, donde realizó varias obras discográficas, fue el productor de la colección de Cuadernos de Música con arreglos polifónicos corales de importantes autores contemporáneos venezolanos y con dicha agrupación obtuvo reconocimientos nacionales e internacionales, como el Primer Lugar y el Premio del Público en el Festival Internacional Coral de Cantonigrós (España) y segundo lugar en Atenas; el Coro de Intevep (Los Teques). Fue el director fundador del Estudio Coral Chacao (Caracas), el cual estuvo dirigiendo hasta que emigró de Venezuela en 2017 para radicarse en Ciudad de México. Su trabajo discográfico como director coral incluye diversas grabaciones de música coral popular venezolana. 
Fue miembro fundador de "El Cuarteto", el grupo pionero en Venezuela de música instrumental popular -hasta ese momento relegada de las grandes salas artísticas y galas- donde había un tratamiento académico de dicha expresión popular que le permitió su legítimo ingreso y aceptación en dichas salas y donde participó como compositor, arreglista y ejecutante de cuatro, guitarra y tiple hasta su deceso. 
Falleció por complicaciones cardiovasculares tras padecer de nefropatía y diabetes.

## Condecoraciones
- Orden Cecilio Acosta (Primera Clase)[8]
- Orden Escudo de Guarenas (Primera Clase)[8]
- Orden Alfredo Sadel (Primera Clase)[9]
- Orden General de División José Antonio Anzoátegui  (Primera Clase)[9]